# Cryptoclidus
A Cryptoclidus a hüllők (Reptilia vagy Sauropsida) osztályának a Plesiosauria rendjébe, ezen belül a Cryptoclididae családjába tartozó kihalt nem.

## Rendszerezés
A nembe az alábbi fajok tartoznak:
- Cryptoclidus eurymerus
- Cryptoclidus oxoniensis
- Cryptoclidus richardsoni?

## Elterjedése
A Cryptoclidus 170 millió évvel ezelőtt, a középső jura korban. Európa és Dél-Amerika tengereiben élt.

## Megjelenése
A Cryptoclidus hossza 4-8 méter, testtömege 1000-8000 kilogramm között lehetett. Testméretéhez képest apró és törékeny koponyája még a többi plesiosaurusénál is kisebb volt. Nagy szeme megkönnyítette számára a tájékozódást a zavaros és sötét mélyebb vízrétegekben. Éles és kifelé mutató fogai az összezárt állkapocsban egymásba kapaszkodtak, s így csapdát jelentettek a kisebb zsákmányállatok számára. Nyaka hosszú és hajlékony volt, nagy hasznát vette zsákmányszerzéskor, de a támadókkal szemben érzékeny pontnak bizonyult. A szorosan egymás mellett fekvő lábujjak összecsontosodott ujjpercekből álltak, amelyek így egyetlen, lapátszerű mozgásszervet alkottak.

## Életmódja
A Cryptoclidus aktív vadászatot folytatott a tengerben és talán folyótorkolatokban is. Tápláléka kis- és közepes méretű halak, fejlábúak és feltehetőleg garnélák voltak.

## Szaporodása
A Cryptoclidus valószínűleg elevenszülő volt.